# بزرگ‌باله‌ایان
بزرگ‌باله‌ایان، که با نام‌های شیارنهنگان و رورکوال‌ها نیز شناخته می‌شوند، بزرگ‌ترین گروه نهنگ‌های بی‌دندان هستند که شامل ۹ گونه در ۲ سرده می‌شوند. بزرگ‌باله‌ایان بزرگ‌ترین نهنگ‌های روی زمین را در خود جای می‌دهند؛ از جمله نهنگ آبی که بزرگ‌ترین جانداری است که بر روی زمین پای گذاشته‌است. وزن نهنگ نیزه‌ای معمولی که کوچک‌ترین عضو این خانواده به‌شمار می‌رود به بیش از ۹ تن می‌رسد.
روش غذا خوردن بزرگ‌باله‌ایان مبتنی بر مجبور کردن گروه ماهیان و کریل‌ها به ایجاد یک توپ بزرگ از خود و سپس حمله به این توپ طعمه برای تغذیه است. گمان می‌رود که روش تغذیه‌ای این نهنگان بزرگ‌ترین رویداد بیومکانیکی بر روی زمین باشد.

## رده‌بندی
- راسته آب‌بازسانان
  - زیرراسته آب‌بازسانان بی‌دندان: نهنگ‌های بی‌دندان
    - تیره بزرگ‌باله‌ایان
      - سرده تیغ‌باله‌ها
        - نهنگ تیغ‌باله، Balaenoptera physalus
        - نهنگ سئی، Balaenoptera borealis
        - نهنگ بروده، Balaenoptera brydei
        - نهنگ بروده کوتوله، Balaenoptera edeni
        - نهنگ آبی، Balaenoptera musculus
        - نهنگ نیزه‌ای معمولی، Balaenoptera acutorostrata)
        - نهنگ نیزه‌ای جنوبگانی، Balaenoptera bonaerensis
        - نهنگ اومورا، Balaenoptera omurai

      - سرده بزرگ‌باله‌ها
        - نهنگ گوژپشت، Megaptera novaeangliae